# Енья
Енья (італ. Egna) — муніципалітет в Італії, у регіоні Трентіно-Альто-Адідже,  провінція Больцано.
Енья розташована на відстані близько 510 км на північ від Рима, 31 км на північний схід від Тренто, 22 км на південь від Больцано.
Населення — 5176 осіб (2014).
Щорічний фестиваль відбувається 6 грудня. Покровитель — святий Миколай.

## Демографія
Населення за роками:

Станом на 1 січня 2023 року в муніципалітеті офіційно проживало 545 іноземців з 48 країн, серед них 156 громадян країн Євросоюзу та 28 громадян України.

## Сусідні муніципалітети
- Кальдаро-сулла-Страда-дель-Віно
- Кортачча-сулла-Страда-дель-Віно
- Кортіна-сулла-Страда-дель-Віно
- Магре-сулла-Страда-дель-Віно
- Монтанья
- Салорно
- Термено-сулла-Страда-дель-Віно